# قلب‌درد (آلبوم)
قلب‌درد (به آلمانی: Herzeleid) اولین آلبوم گروه آلمانی اینداستریال راک رامشتاین است. این آلبوم در تاریخ ۲ سپتامبر ۱۹۹۵ به وسیله موتور میوزیک منتشر شد.

## فهرست ترانه‌ها
1. "آیا تو تخت آتشین را میخواهی؟" (Wollt ihr das Bett in Flammen?)
2. "ارباب" (Der Meister)
3. "گوشت سفید" (Weißes Fleisch)
4. "خاکستر با خاکستر" (Asche zu Asche)
5. "دریانورد" (Seemann)
6. "تو بوی خیلی خوبی میدی" (Du riechst so gut)
7. "ازای کهنه" (Das alte Leid)
8. "با من ازدواج کن" (Heirate mich)
9. "قالب شکسته" (Herzeleid)
10. "؟" (Laichzeit)
11. "رامشتاین" (Rammstein)

## تک آهنگ‌ها
1. "تو بوی خیلی خوبی میدی"
2. "دریانورد"
3. "تو بوی خیلی خوبی میدی `۹۸`"
4. "خاکستر با خاکستر"

## پخش
| کشور         | تاریخ           |
| ------------ | --------------- |
| اروپا        | ۲۹ سپتامبر ۱۹۹۵ |
| ایالات متحده | ۲۴ نوامبر ۱۹۹۸  |